# Witaszyce
Witaszyce is een Pools dorp ten zuiden van Poznań in het woiwodschap Groot-Polen. Het telt ongeveer 4000 inwoners en is een van de grootste dorpen in de gemeente Jarocin. Witaszyce is een goed ontwikkeld dorp met scholen, een gezondheidscentrum en basisdiensten. Dankzij de korte afstand tot Jarocin is er een goede verbinding met het openbaar vervoer. In 1902 werd de spoorlijn van Witaszyce naar Zagórów aangelegd. In de jaren 1960 werd het een belangrijke lijn waarover verschillende goederen zoals stenen en suiker getransporteerd werden.

## Bezienswaardigheden
In het paleis van Witaszyce bevindt zich het enige Poolse museum gewijd aan de napoleontische tijd. Het museum bevat een collectie van meer dan 10.000 soldatenbeelden. Enkele grote diorama’s tonen de Slag bij Waterloo en de Slag bij Raszyn. Bovendien kunnen bezoekers wapens, uniformen, munten, boeken en bescheiden uit het tijdperk van Napoleon bezichtigen. In dit gebouw bevindt zich ook het Muzeum Star Wars met meer dan 1000 objecten. 

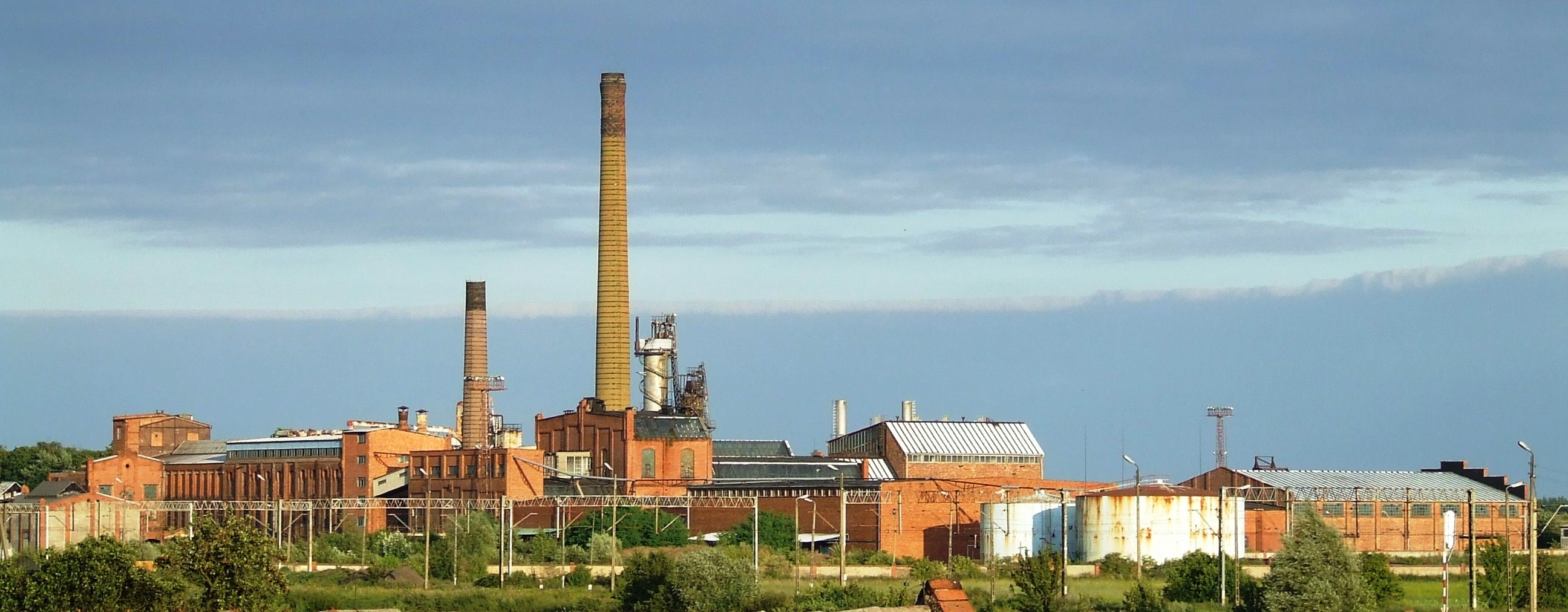
De voormalige suikerfabriek
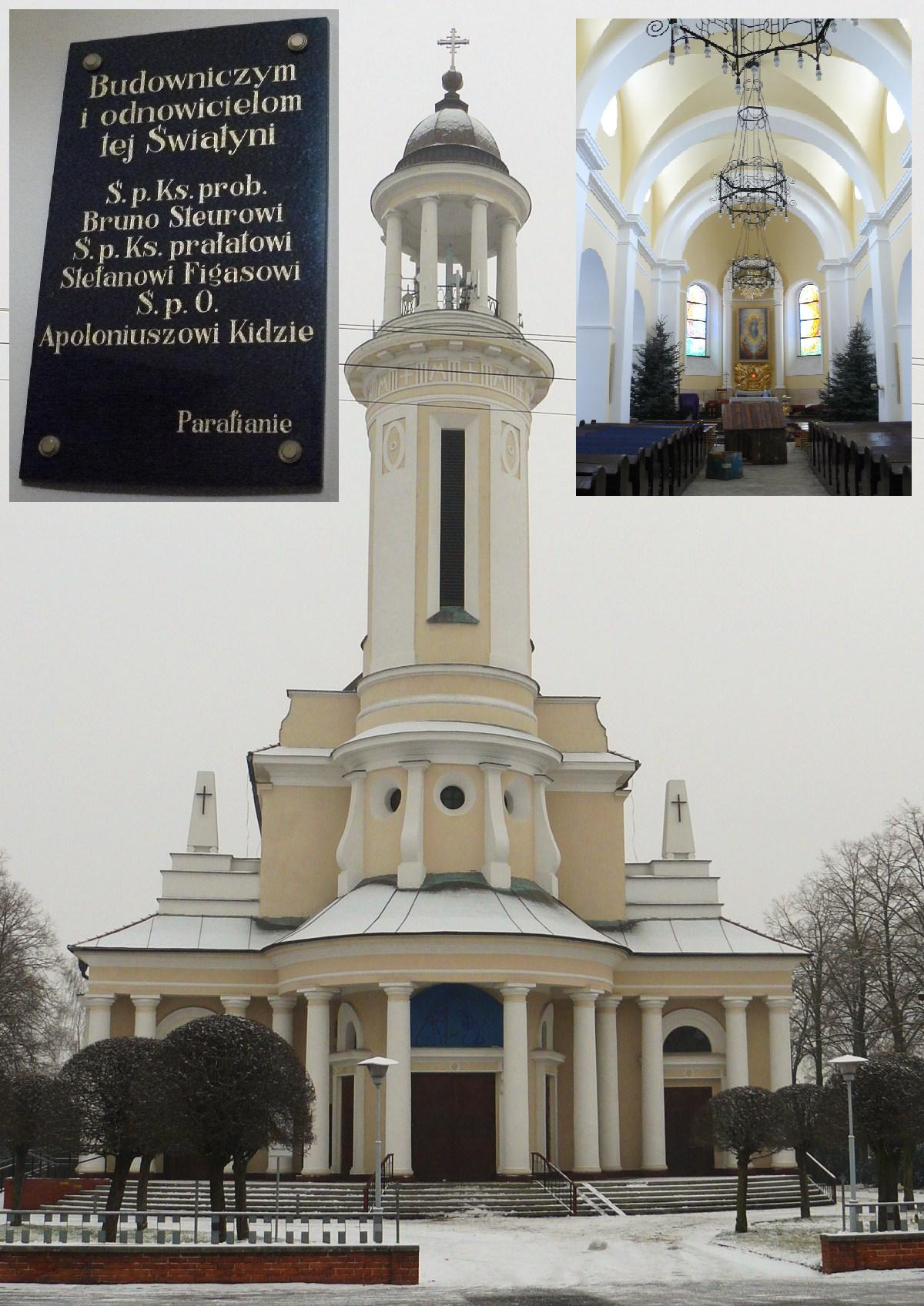
Heilige Maagd Maria Hemelvaartkerk

De Heilige Maagd Maria Hemelvaartkerk is een rooms-katholieke parochiekerk gelegen in het centrum van Witaszyce. De tempel werd gebouwd in 1928 in neoklassieke stijl. De kerk heeft een hoge ronde toren en is een monument.

## Economie en toerisme
Witaszyce was vroeger het meest geïndustrialiseerde dorp in Polen. Momenteel zijn de suikerfabrieken en -raffinaderijen gesloten. Vandaag de dag is er alleen een steenbakkerij actief, waar men met verbeterde gasovens keramische bouwproducten vervaardigt, zoals bakstenen, holle dakpannen en nokpannen. De spoorweg die voor de aanvoer van materialen naar de suikerfabriek  en steenbakkerij zorgde, werd in de jaren 1990 gesloten. De stoeterij Bryllandia biedt paardrijlessen aan. 